# Spirit dreams inside -another dream-
«Spirit dreams inside -another dream-» fue el último sencillo de la banda antes de un largo break-up de 3 años. Incluye la versión en japonés (-another dream-) y otra en inglés que se incluiría en la película Final Fantasy: The Spirits Within. 
| #  | Título                               | Compuesta por:        |
| -- | ------------------------------------ | --------------------- |
| 1. | Spirit dreams inside -another dream- | hyde (letra y música) |
| 2. | Spirit dreams inside                 | hyde (letra y música) |